# Jan Kołder (polityk)
Jan Kołder (ur. 7 marca 1920 w Cieszynie, zm. 12 maja 2012 tamże) – polski ślusarz narzędziowy i działacz socjalistyczny, poseł na Sejm PRL IV i V kadencji.

## Życiorys
Syn Józefa (1891–1968) i Ludwiki (1895–1978). Uzyskał wykształcenie średnie niepełne. Przed II wojną światową ukończył szkołę podstawową, następnie trzy klasy szkoły wydziałowej (uczęszczał tam do 1934), a także w 1937 trzyletnią Zasadniczą Szkołę Zawodową, kształcąc się jednocześnie w kierunku zawodu ślusarskiego w warsztacie Edwarda Rissa. W latach 1938–1940 zatrudniony był w Fabryce „Rohn – Zieliński”. W latach 1940–1944 przebywał na przymusowych robotach: w cegielni koło Wrocławia, a następnie w Hucie Trzyniec oraz w IG Farbenindustrie w Kędzierzynie. W wyniku wpisania na volkslistę został w 1944 wcielony do armii niemieckiej, a stamtąd w kwietniu 1945 trafił do niewoli we Francji, gdzie zmobilizowano go do Wojska Polskiego. W 1946 powrócił do Polski, podejmując we wrześniu pracę jako ślusarz narzędziowy w Fabryce Maszyn Elektrycznych „Celma” w Cieszynie, gdzie awansował potem na funkcję brygadzisty. W latach 1953–1956 przewodniczył Radzie Zakładowej w swoim przedsiębiorstwie.
W 1946 wstąpił do Polskiej Partii Socjalistycznej, a w 1948 wraz z nią do Polskiej Zjednoczonej Partii Robotniczej. Od 1950 pełnił funkcję II sekretarza Komitetu Zakładowego partii, wtedy też został sekretarzem ds. organizacyjnych. Był także członkiem egzekutywy KZ (1950–1967), członkiem Komitetu Miejskiego PZPR w Cieszynie, członkiem Zarządu Okręgowego Związku Zawodowego Metalowców w Katowicach, radnym Miejskiej Rady Narodowej w Cieszynie oraz radnym Wojewódzkiej Rady Narodowej w Katowicach (1961–1965). Brał udział w IV zjeździe PZPR. Od października 1964 był członkiem egzekutywy Komitetu Powiatowego PZPR w Cieszynie. W 1965 i 1969 uzyskiwał mandat posła na Sejm PRL IV i V kadencji w okręgu Bielsko-Biała. Przez dwie kadencje zasiadał w Komisji Planu Gospodarczego, Budżetu i Finansów.
Pochowany na cmentarzu ewangelicko-augsburskim w Cieszynie.

## Odznaczenia
- Złoty Krzyż Zasługi
- Srebrny Krzyż Zasługi
- Odznaka 1000-lecia Państwa Polskiego
- Odznaka „Racjonalizator Produkcji” (1951)[3]
- Srebrna Odznaka „Zasłużony w Rozwoju Województwa Katowickiego”
- Złota Odznaka Związku Zawodowego Metalowców
- Srebrna Odznaka Związku Zawodowego Metalowców